# Liste der Monuments historiques in La Chapelle-lès-Luxeuil
Die Liste der Monuments historiques in La Chapelle-lès-Luxeuil führt die Monuments historiques in der französischen Gemeinde La Chapelle-lès-Luxeuil auf.

## Liste der Objekte
| Bezeichnung                   | Beschreibung                                                                              | Standort                                       | Kennzeichnung | Schutzstatus | Datum | Bild |
| ----------------------------- | ----------------------------------------------------------------------------------------- | ---------------------------------------------- | ------------- | ------------ | ----- | ---- |
| Taufbecken                    | Stein, bezeichnet 1538                                                                    | in der Kirche Invention-de-la-Ste-Croix (Lage) | PM70000289    | Classé       | 1912  |      |
| Reliquiar                     | Silber, zweite Hälfte des 17. Jahrhunderts, Goldschmied François de Loisy (zugeschrieben) | in der Kirche Invention-de-la-Ste-Croix (Lage) | PM70000291    | Classé       | 1961  |      |
| Rechter Seitenaltar           | Altartisch und Retabel; Holz, farbig gefasst und vergoldet, 18. Jahrhundert               | in der Kirche Invention-de-la-Ste-Croix (Lage) | PM70002396    | Inscrit      | 1974  |      |
| Beichtstuhl                   | Holz, 18. Jahrhundert                                                                     | in der Kirche Invention-de-la-Ste-Croix (Lage) | PM70002397    | Inscrit      | 1974  |      |
| Glocke                        | Bronze, 1777 gegossen                                                                     | in der Kirche Invention-de-la-Ste-Croix (Lage) | PM70000290    | Classé       | 1942  |      |
| Skulptur Madonna mit Kind     | Holz, 18. Jahrhundert                                                                     | in der Kirche Invention-de-la-Ste-Croix (Lage) | PM70000292    | Classé       | 1972  |      |
| Kanzel                        | Holz, 18. Jahrhundert                                                                     | in der Kirche Invention-de-la-Ste-Croix (Lage) | PM70000293    | Classé       | 1972  |      |
| Gemälde Heiliger Guérin       | Ölfarbe auf Leinwand, 19. Jahrhundert                                                     | in der Kirche Invention-de-la-Ste-Croix (Lage) | PM70002359    | Inscrit      | 2000  |      |
| Wandvertäfelung des Chorraums | Holz, 19. Jahrhundert                                                                     | in der Kirche Invention-de-la-Ste-Croix (Lage) | PM70002360    | Inscrit      | 2000  |      |
| Kommunionbank                 | Schmiedeeisen, 18. Jahrhundert                                                            | in der Kirche Invention-de-la-Ste-Croix (Lage) | PM70002361    | Inscrit      | 2000  |      |